# Похождения Чичикова. Манилов
«Похождения Чичикова. Манилов» — кукольный мультипликационный фильм, поставленный Борисом Степанцевым выпущенный студией «Союзмультфильм» в 1974 году.

## Сюжет
Эпизод «Чичиков у Манилова» из поэмы Николая Гоголя «Мёртвые души».

## Производство
Вместе с последующим фильмом режиссёра, «Похождения Чичикова. Ноздрёв», они составляют частично экранизированный материал первоисточника. Несмотря на то, что у Степанцева было желание экранизировать «Мёртвые души» целиком, он утверждал, что пока не имел достаточно для этого храбрости, и пошёл путём создания отдельных портретов наиболее ярких персонажей поэмы.
Интересным представляется и то, что впервые с дебютной работы, «Злодейка с наклейкой», Степанцев вернулся к кукольной анимации. По словам режиссёра, это было необходимо для «опосредования гоголевской мысли, близком к его поэтике». Каждая вещь в кадре, включая запылившийся и потёршийся фрак Чичикова, реальная вещь, воссозданная в материале, а не рисованная. Такое мнение нашло понимание, так отмечается, что «средствами мультипликации гоголевский гротеск передается наиболее выразительно. Куклы, изображающие героев, создаются как своего рода объемные карикатуры». А так же, что средствами мультипликации очень точно визуализируются фразеологизмы.

## Съёмочная группа
| авторы сценария               | Борис Степанцев, Борис Ларин |
| постановка                    | Бориса Степанцева |
| художник-постановщик          | Геннадий Новожилов |
| режиссёр                      | Владимир Данилевич |
| оператор                      | Ян Топпер |
| композитор                    | Николай Каретников |
| звукооператор                 | Борис Фильчиков |
| редактор                      | Раиса Фричинская |
| монтажёр                      | Надежда Трещёва |
| художники-мультипликаторы:    | Вячеслав Шилобреев, Ольга Панокина, Иосиф Доукша, Юрий Норштейн |
| текст читает                  | Юрий Яковлев |
| куклы и декорации изготовили: | Лилианна Лютинская, Галина Филиппова, Марина Чеснокова, Владимир Аббакумов, Николай Титов, Екатерина Дарикович, Павел Гусев, Андрей Барт, Светлана Знаменская, Е. Афанасьева |
| под руководством              | Романа Гурова |
| директор картины              | Натан Битман |